# Freddy Hufnagel
Pour les articles homonymes, voir Hufnagel.
Frédéric « Freddy » Hufnagel (né le 24 août 1960 à Villeneuve-sur-Lot) est un joueur français de basket-ball, évoluant au poste de meneur et mesurant 1,87 m.

## Biographie
Il a commencé le basket-ball dans un petit village de Lot-et-Garonne, Seyches.
Ce fut un des joueurs emblématiques de l’Élan béarnais d’Orthez.
Il est le symbole de l’Orthez de la Moutète, marché couvert où Orthez jouait avant de rejoindre le Palais des sports de Pau.

## Club successifs

### Joueur
- 1970-1979 :  Union sportive de Seyches
- 1979-1989 :  Élan béarnais Orthez (Nationale 1 et N 1 A)
- 1989-1990 :  Élan béarnais Pau-Orthez (N 1 A)
- 1990-1992 :  Racing Paris (N 1 A)
- 1992-1993 :  PSG Racing (N A 1)
- 1993-1994 :  Levallois (Pro A)
- 1994-1995 :  La Rochelle (Pro B)
- 1995-1996 :  Élan béarnais Pau-Orthez (Pro A)

### Entraîneur
- 1996-1998 :  Équipe espoir de l'Élan béarnais Pau-Orthez
- 1998-1999 :  Montpellier (Pro A)
- 2003-2006 :  Denek Bat Bayonne Urcuit (Nationale 1)

## Palmarès
- Vainqueur de la Coupe Korać 1984
- Champion de France 1986, 1987, 1996
- Meilleur joueur français en 1987
- Meilleur joueur français de Pro B en 1995
- 102 sélections en équipe de France.